# Ange-Jacques Gabriel

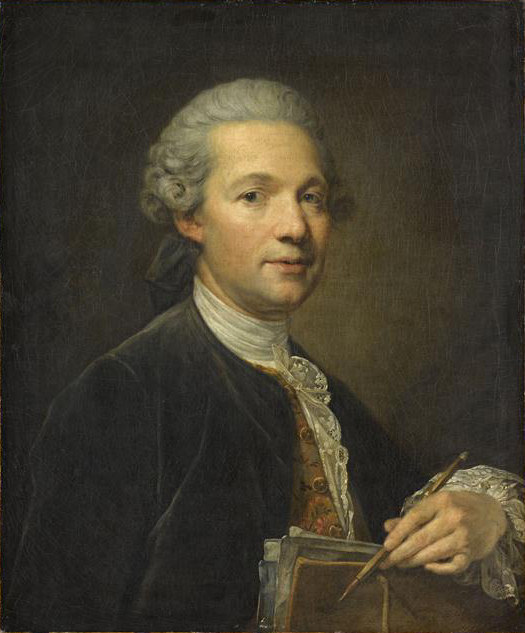
Ange-Jacques Gabriel door Jean-Baptiste Greuze (ca. 1750)

Ange-Jacques Gabriel (Parijs, 23 oktober 1698 – aldaar, 4 januari 1782) was een Frans architect. Als 'eerste bouwmeester' (premier architecte du Roi) werkte hij haast exclusief voor koning Lodewijk XV.

## Loopbaan
Gabriel werd opgeleid door zijn vader Jacques V Gabriel, die hij in 1742 opvolgde als eerste architect van de Koning en als directeur van de Académie royale d'architecture. Hij was een van de bouwmeesters die een beslissende invloed hebben gehad op de ontwikkeling van de Franse bouwkunst in de 18e eeuw. Hij genoot de hoogste waardering van Lodewijk XV, die hem de eer gaf van een appartement in het Kasteel van Versailles. Geregeld zaten ze samen voor projecten.
Na vroege ontwerpen in rocaillestijl wist Gabriel te evolueren in een classiciserende richting, weg van de rococo. Hij toonde de nieuwe esthetiek in zijn eerste grote project, de aanleg van de Place Louis-XV (tegenwoordig Place de la Concorde), met de Garde-Meuble de la Couronne en het Hôtel de Coislin. Zijn stijl kan worden gezien als een verfijning van het architecturale idioom ontwikkeld door François Mansart. Met zijn sterke gevoel voor evenwicht en verhoudingen slaagde hij erin Franse gratie te verbinden met de strenge vormen van de Romeinse bouwkunst. Naast monumentale pleinen en paleizen creëerde hij ook kleinere realisaties, zoals het Petit Trianon, die uitdrukking gaven aan het idee van nobele eenvoud. Hij behield het vertrouwen en de vriendschap van Lodewijk XV tot diens dood, waarop Gabriel ontslag nam uit al zijn functies.

## Realisaties en ontwerpen
- Place de la Bourse, Bordeaux (1730-1755)
- Château de la Muette, Parijs (1741-1745), afgebroken
- Cathédrale Saint-Louis-et-Saint-Nicolas, Choisy-le-Roi (1748)
- Koninklijke Opera, Kasteel van Versailles (1748-1749, 1769-1770)
- Château de Bellevue, Meudon (1748-1750): residentie van Madame de Pompadour, afgebroken in 1825
- Gros Pavillon en theaterzaal van het Kasteel van Fontainebleau (1750-1754)
- jachthuis Pavillon du Butard, La Celle-Saint-Cloud (1750-1754)
- Petit château, Choisy-le-Roi (1754), afgebroken
- Place de la Concorde, Parijs (1755 en 1775), met het Hôtel de Crillon en het Hôtel de la Marine
- Château de Saint-Hubert, Le Perray-en-Yvelines (1755-1758), afgebroken
- Petit Trianon, Versailles, (1761-1768)
- École Militaire, Parijs (1751-1772)
- Kasteel van Compiègne, Compiègne (1751-1782)
- Verbouwing van verschillende interieurs van de kastelen van Versailles en Fontainebleau
- Een gedeeltelijk uitgevoerde modernisering van de oostgevel van Versailles (1759)
- Gevelontwerpen voor het Palais des États te Dijon

## Voetnoten
1. 1 2 3  Gabriel, Ange-Jacques in: James Stevens Curl, A Dictionary of Architecture and Landscape Architecture, 2006
2. ↑  Jean-François Solnon, Le goût des rois. De François Ier à Napoléon III, 2020, p. 207
3. ↑  Jean-François Solnon, Le goût des rois. De François Ier à Napoléon III, 2020, p. 208
4. ↑  Jean-François Solnon, Le goût des rois. De François Ier à Napoléon III, 2020, p. 207-208

- Biblioteca Nacional de España: XX4694393
- Bibliothèque nationale de France: cb11958567g (data)
- Catàleg d'autoritats de noms i títols de Catalunya: 981058524254406706
- Gemeinsame Normdatei: 118716050
- International Standard Name Identifier: 0000 0001 2126 9656
- Library of Congress Control Number: n83221490
- Nederlandse Thesaurus van Auteursnamen: 070485372
- RKD-Nederlands Instituut voor Kunstgeschiedenis: 29871
- SNAC: w6tx6z64
- Système universitaire de documentation: 027574784
- Union List of Artist Names: 500021492
- Virtual International Authority File: 32297598
- WorldCat: E39PBJq74DYXqvxk4Mh98VmPQq